# Campeonato da Irlanda de Ciclismo em Estrada

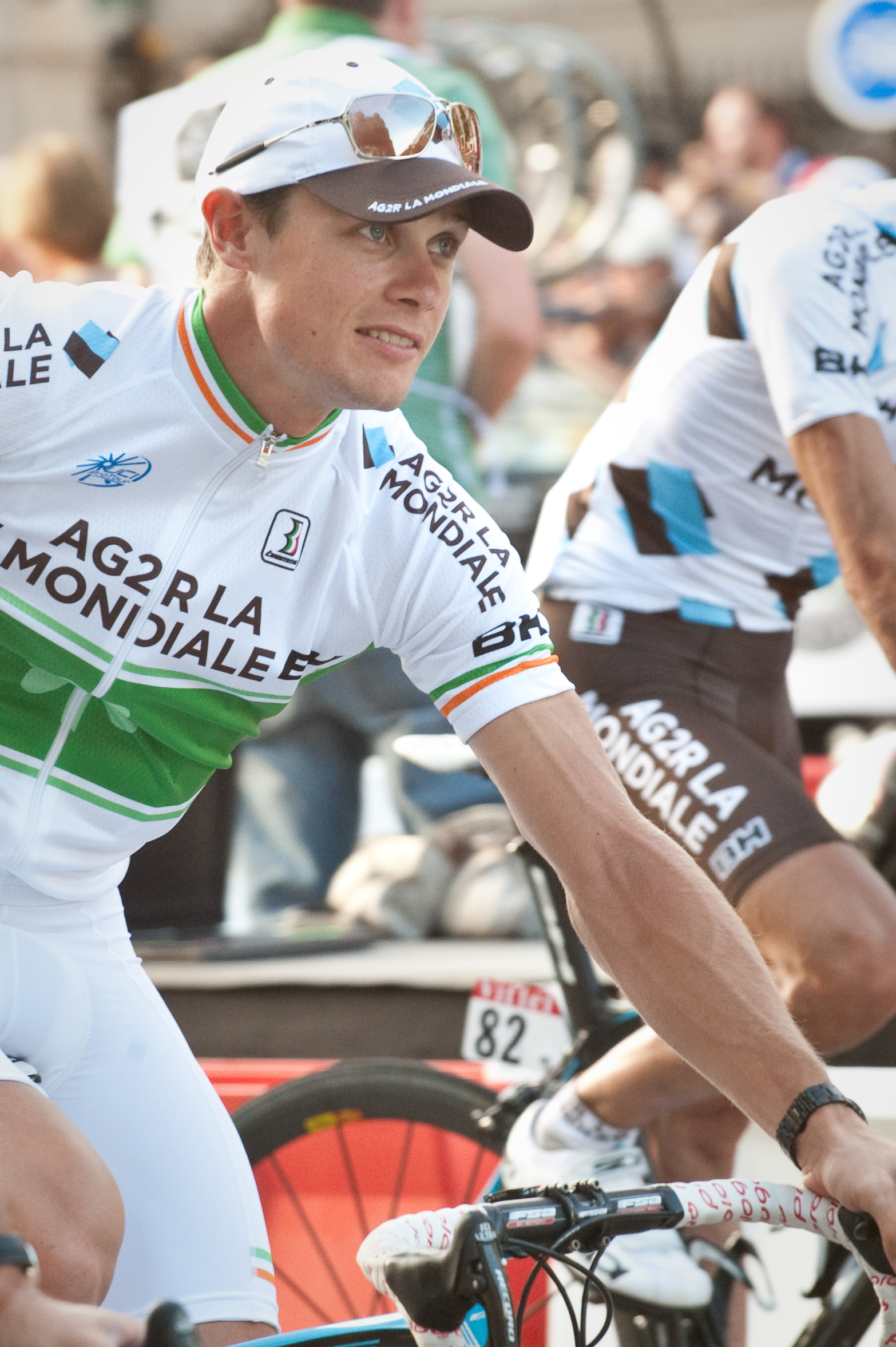
Nicolas Roche com o maillot de campeão da Irlanda

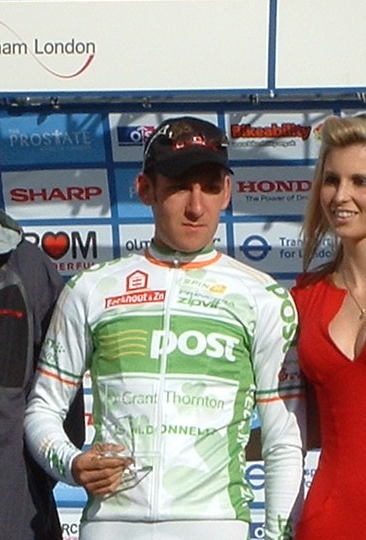
Matthew Brammeier vencedor em quatro ocasiões

O Campeonato da Irlanda de fundo em estrada é a carreira anual organizada para a outorgar o título de Campeão da Irlanda. O ganhador tem direito a portar durante um ano, o maillot com as cores da bandeira irlandesa, em qualquer prova em Estrada.
Este campeonato disputa-se desde 1996 ininterruptamente, além dos anos 1971 e 1994.

## Palmarés
| Ano  | Ganhador          | Segundo                | Terceiro           |
| 1953 | -                 | Seamus Elliott         | -                  |
| 1954 | Seamus Elliott    | -                      | -                  |
| 1971 | Liam Henry Horner | -                      | -                  |
| 1974 | Patrick McQuaid   | -                      | -                  |
| 1994 | Martin Earley     | Sean Kelly             | Joe Barr           |
| 1996 | Peter Daley       | Bill Moore             | Aidan Duff         |
| 1997 | Morgan Fox        | David McCann           | Raymond Clarke     |
| 1998 | Raymond Clarke    | David McCann           | Ian Chivers        |
| 1999 | Tommy Evans       | Brian Kenneally        | Mark Scanlon       |
| 2000 | David McCann      | Brian Kenneally        | Mark Scanlon       |
| 2001 | David McCann      | Mark Scanlon           | Patrick Moriarty   |
| 2002 | Mark Scanlon      | Ciaran Power           | Tommy Evans        |
| 2003 | Mark Scanlon      | David Lynch            | David O'Loughlin   |
| 2004 | David O'Loughlin  | David McCann           | Nicolas Roche      |
| 2005 | David O'Loughlin  | Mark Scanlon           | David McCann       |
| 2006 | David McCann      | Ciaran Power           | Paidi O'Brien      |
| 2007 | David O'Loughlin  | Paidi O'Brien          | Mark Cassidy       |
| 2008 | Daniel Martin     | Paidi O'Brien          | Brian Kenneally    |
| 2009 | Nicolas Roche     | David O'Loughlin       | Paidi O'Brien      |
| 2010 | Matthew Brammeier | Nicolas Roche          | Daniel Martin      |
| 2011 | Matthew Brammeier | Daniel Martin          | David McCann       |
| 2012 | Matthew Brammeier | Nicolas Roche          | Philip Lavery      |
| 2013 | Matthew Brammeier | Philip Lavery          | Damien Shaw        |
| 2014 | Ryan Mullen       | Sean Patrick Downey    | Paidi O'Brien      |
| 2015 | Damien Shaw       | Edward Dunbar          | Conor Dunne        |
| 2016 | Nicolas Roche     | Matthew Brammeier      | Michael O'Loughlin |
| 2017 | Ryan Mullen       | Christopher McGlinchey | Conor Dunne        |
| 2018 | Conor Dunne       | Darnell Moore          | Mark Downey        |
| 2019 | Sam Bennett       | Edward Dunbar          | Ryan Mullen        |
| 2020 | Ben Healy         | Nicolas Roche          | Darragh O’Mahony   |

## Estatísticas

### Mais vitórias
| Ciclista          | Vitórias | Anos                    |
| ----------------- | -------- | ----------------------- |
| Matthew Brammeier | 4        | 2010, 2011, 2012 e 2013 |
| David McCann      | 3        | 2001, 2002 e 2006       |
| David O'Loughlin  | 3        | 2004, 2005 e 2007       |
| Mark Scanlon      | 2        | 2002 e 2003             |
| Nicolas Roche     | 2        | 2009 e 2016             |
| Ryan Mullen       | 2        | 2014 e 2017             |